# Астматический статус
Астматический статус (Status asthmaticus) — тяжёлое, угрожающее жизни осложнение бронхиальной астмы, возникающее обычно в результате длительного некупирующегося приступа. Характеризуется отёком бронхиол, накоплением в них густой мокроты, что ведёт к нарастанию удушья и гипоксии.
Развитие астматического статуса требует экстренной интенсивной терапии, летальность составляет около 5 %.

## Классификация
1. По патогенезу:
- Медленно развивающийся астматический статус (метаболический);
- Немедленно развивающийся астматический статус (анафилактический);
- Анафилактоидный.

2. По стадиям:
- Первая — относительной компенсации;
- Вторая — декомпенсации («немое лёгкое»);
- Третья — гипоксическая гиперкапническая кома.

## Этиология
- Экспираторный коллапс мелких и средних бронхов (спадание на выдохе).

Анафилактическая форма (немедленная) — развивается по типу анафилактической реакции немедленного типа при контакте с аллергеном. Характеризуется почти мгновенным развитием бронхоспазма и асфиксии.
Причинами, приводящими к развитию астматического статуса у больных бронхиальной астмой могут быть:
- Обострение хронических или развитие острых бактериальных и вирусных воспалительных заболеваний бронхолёгочной системы;
- Гипосенсибилизирующая терапия, проводимая в фазу обострения бронхиальной астмы;
- Избыточное употребление седативных и снотворных средств;
- Синдром отмены при лечении глюкокортикоидами;
- Аллергическая реакция с бронхообструкцией на лекарственные вещества: салицилаты, анальгин, антибиотики, вакцины, сыворотки;
- Избыточный приём симпатомиметиков (воздействуют на β2-адренорецепторы, что способствует обструкции бронхов).

## Патогенез
Метаболическая форма (медленная) — развивается на фоне обострения бронхиальной астмы. Основные патогенетические факторы:
- Глубокая блокада β2-адренорецепторов, преобладание α-адренорецепторов, вызывающих бронхоспазм;
- Выраженный дефицит глюкокортикоидов, усугубляющий блокаду β2-адренорецепторов;
- Воспалительная обструкция бронхов (инфекционная или аллергическая);
- Нарушение естественной дренажной функции, подавление кашлевого рефлекса и дыхательного центра;
- Преобладание холинергических бронхосуживающих влияний;

Анафилактоидная форма — не является типичной аллергической реакцией с участием комплекса антиген-антитело. Развивается рефлекторно в результате раздражения рецепторов дыхательных путей механическими, химическими, физическими раздражителями (холодный воздух, резкие запахи) вследствие гиперреактивности бронхов.
Глубина выдоха при астматическом статусе резко снижается за счёт бронхообструкции, резко повышается тонус мышц вдоха, дыхание становится поверхностным.
Нарушается газообмен (гипоксия, гиперкапния) и КОС крови, происходит уменьшение объёма и повышение вязкости крови, развивается гипокалиемия, острая лёгочная гипертензия, повышение артериального давления, резкое учащение пульса с частыми аритмиями, появляется парадоксальный пульс со снижением пульсовой волны на вдохе.

## Клиническая картина
В клинической картине астматического статуса различают 3 стадии:
I Стадия (начальная): Больной принимает вынужденное положение с фиксацией плечевого пояса. Сознание не нарушено, но может появляться сильный страх, возбуждение. Губы синюшные. Частота дыхания 26—40 в мин, выдох затруднён, мокрота не отходит. При прослушивании лёгких дыхание проводится во все отделы, но слышно множество сухих хрипов. ОФВ1 снижается до 30%. Тоны сердца приглушены, тахикардия, артериальная гипертензия. РаО2 приближается к 70 мм.рт.ст, а [[РаСО2]] уменьшается до 30-35 мм.рт.ст. из-за развития компенсаторного респираторного алкалоза.
II Стадия (декомпенсации): Больной неадекватен, обессилен, не может есть, пить, заснуть. Цианоз кожи и видимых слизистых, набухают шейные вены. Частота дыхания становится более 40 в минуту, хрипы слышны на расстоянии. При выслушивании лёгких выявляются участки "немого лёгкого" (характерный признак II стадии). ОФВ1 снижается до 20%. рН крови смещается в сторону ацидоза. 
РаО2 снижается до 60 мм.рт.ст. и ниже, РаСО2 увеличивается до 50-60 мм.рт.ст.
III Стадия (гиперкапническая ацидотическая кома). Больной в крайне тяжёлом состоянии, без сознания, возможны судороги. Разлитой цианоз, зрачки расширены, слабо реагируют на свет, частота дыхания более 60 в минуту, при прослушивании - картина "немого лёгкого" (дыхательные шумы не прослушиваются). ЧСС более 140 в минуту, АД резко снижено. РаО2 ниже 50 мм.рт.ст., РаСО2 увеличивается до 70-80 мм.рт.ст. и выше.

## Лечение
При развитии астматического статуса показана экстренная госпитализация по «скорой помощи». Статус I стадии подлежит лечению в терапевтическом отделении, II-III стадии - в палатах интенсивной терапии и реанимации.
Общие направления лечения вне зависимости от стадии:
1. Устранение гиповолемии
2. Купирование отека слизистой бронхиол
3. Стимуляция β-адренорецепторов
4. Восстановление проходимости бронхов

### Лечение метаболической формы
I стадия. 

Оксигенотерапия: с целью купирования гипоксии подается увлажнённый кислород в количестве 3 — 5 л/мин. Возможно также использование гелий-кислородной смеси, свойством которой является более хорошее проникновение в плохо вентилируемые участки лёгких.
Инфузионная терапия: рекомендуется проводить через подключичный катетер. В первые 24 часа рекомендуется вводить 3 — 4 литра 5 % глюкозы или поляризующей смеси, затем в расчёте 1,6 л/м² поверхности тела. Возможно добавление в объём инфузии 400 мл реополиглюкина. Использование физраствора для устранения гиповолемии не рекомендуется из-за его способности усиливать отёк бронхов. Введение буферных растворов в I стадии не показано.
Медикаментозное лечение. 
- Эуфиллин 2,4 % раствор внутривенно капельно в дозе 4 — 6 мг/кг массы тела.
- Кортикостероиды[3]: оказывают неспецифическое противовоспалительное действие, повышают чувствительность β-адренорецепторов. Вводятся внутривенно капельно или струйно каждые 3 — 4 часа. Средняя доза преднизолона 200—400 мг.
- Разжижение мокроты: раствор натри йодида в/в, амброксол (лазолван) в/в или в/м 30 мг 2 — 3 раза в день, ингаляционное введение.
- β-адреномиметики применяются в случае отсутствия их передозировки у лиц, не имеющих сопутствующей сердечной патологии, при отсутствии аритмий и ЧСС не более 130 уд/мин, АД не выше 160/95 мм рт.ст.
- Антибиотики. Применяются только при наличии инфильтрации лёгочной ткани по данным рентгенографии или при обострении хронического бронхита с отделением гнойной мокроты.
- Диуретики - противопоказаны (усиливают дегидратацию). Использование возможно при наличии ХСН с исходно высоким ЦВД. При наличии высокого ЦВД с гемоконцентрацией предпочтительно кровопускание.
- Хлористый кальций, АТФ, кокарбоксилаза не показаны ввиду сомнительности эффекта и опасности возникновения аллергических реакций.
- Наркотики, седативные - противопоказаны в связи с возможностью угнетения дыхательного центра. Возможно использование галоперидола.
- Холиноблокаторы (атропин, скополамин, метацин) уменьшают секрецию бронхиальных желез, затрудняя отхождение мокроты, применение во время статуса не показано.
- Муколитики (АЦЦ, трипсин) во время статуса не показаны в связи с затруднением проникновения их в сгустки мокроты.

II стадия
- Инфузионная терапия как при первой стадии. Коррекция ацидоза буферными растворами.
- Медикаментозная терапия аналогична. Увеличение дозы кортикостероидов в полтора - два раза, введение каждый час в/в капельно.
- Бронхоскопия с посегментарным лаважом лёгких. Показания: отсутствие эффекта в течение 2 - 3 часов с сохранением картины "немого лёгкого".
- Перевод на ИВЛ при появлении признаков острой дыхательной недостаточности II-III степени.

III стадия
- Искусственная вентиляция лёгких
- Бронхоскопия, посегментарный лаваж лёгких
- Увеличение дозы кортикостероидов до 120 мг преднизолона в час
- Коррекция ацидоза в/в введением бикарбоната натрия
- Экстракорпоральная мембранная оксигенация крови.

### Лечение анафилактической формы
Анафилактическая и анафилактоидная формы астматического статуса ведутся по одинаковой схеме. 
- Введение в/в 0,1% раствора адреналина, преднизолона, атропина сульфата, эуфиллина;
- Антигистаминные средства  (супрастин, тавегил) в/в струйно;
- Фторотановый наркоз по открытому контуру. При отсутствии эффекта перевод на ИВЛ;
- Прямой массаж лёгких при тотальном бронхоспазме с невозможностью выдоха и "остановкой лёгких" на вдохе.

Признаки эффективности терапии 

Выход из статуса происходит медленно, самыми ранними признаками могут служить снижение ЧСС, гиперкапнии, исчезновение страха и возбуждения, сонливость.
Главный признак купирования статуса - появление продуктивного кашля с вязкой мокротой, сменяющейся обильной жидкой мокротой. При аускультации выявляются влажные хрипы.
Признаки прогрессирования астматического статуса
- Увеличение площади немых зон над лёгкими;
- Увеличение ЧСС;
- Вздутие грудной клетки (перерастяжение лёгких);
- Нарастающий цианоз и заторможенность больного.